# Сенкевич, Тимофей Прокофьевич
Тимофей Прокофьевич Сенкевич — советский хозяйственный, государственный и политический деятель.

## Биография
Родился в 1919 году. Член КПСС.
В 1950 году — прораб на строительстве ГЭС в Узбекской ССР.
В 1966—1969 — начальник управления Крымканалстрой.
В 1969—1980 — заместитель министра мелиорации СССР.
В 1980—1990 — научный сотрудник ВНИИ строительства.
Делегат XXIII и XXIV съезда КПСС.
За создание Северо-Крымскорго канала с оросительными системами и организацию высокоэффективного с/х производства в его зоне был в составе коллектива удостоен Государственной премии СССР 1978 года.
Жил в Москве.

## Награды
- Орден Ленина (05.03.1976)
- Орден Октябрьской Революции (25.08.1971)
- Орден Трудового Красного Знамени (16.01.1950)